# Don McLean/Diskografie
Diese Diskografie ist eine Übersicht über die musikalischen Werke des US-amerikanischen Sängers, Songwriter und Gitarristen Don McLean. Den Schallplattenauszeichnungen zufolge hat er bisher mehr als 9,4 Millionen Tonträger verkauft, davon alleine in seiner Heimat über sechs Millionen. Seine erfolgreichste Veröffentlichung ist die Single American Pie mit über 4,6 Millionen verkauften Einheiten.

## Alben

### Studioalben
| Jahr | Titel                                        | Höchstplatzierung, Gesamtwochen, AuszeichnungChartplatzierungen (Jahr, Titel, Platzierungen, Wochen, Auszeichnungen, Anmerkungen) | Höchstplatzierung, Gesamtwochen, AuszeichnungChartplatzierungen (Jahr, Titel, Platzierungen, Wochen, Auszeichnungen, Anmerkungen) | Höchstplatzierung, Gesamtwochen, AuszeichnungChartplatzierungen (Jahr, Titel, Platzierungen, Wochen, Auszeichnungen, Anmerkungen) | Anmerkungen                              |
| Jahr | Titel                                        | DE | UK | US | Anmerkungen                              |
| ---- | -------------------------------------------- | --- | --- | --- | ---------------------------------------- |
| 1970 | Tapestry                                     | — | UK16 (12 Wo.)UK | US111 (10 Wo.)US | Erstveröffentlichung: 7. Oktober 1970    |
| 1971 | American Pie                                 | DE31 (16 Wo.)DE | UK2 Gold · (54 Wo.)UK | US1 ×2Doppelplatin · (48 Wo.)US                                                                                                   | Erstveröffentlichung: 24. Oktober 1971   |
| 1972 | Don McLean                                   | — | — | US23 (19 Wo.)US | Erstveröffentlichung: 12. November 1972  |
| 1973 | Playin’ Favourites                           | — | UK42 (2 Wo.)UK | — | Erstveröffentlichung: 6. Oktober 1973    |
| 1974 | Homeless Brother                             | — | — | US120 (8 Wo.)US | Erstveröffentlichung: 31. Oktober 1974   |
| 1977 | Prime Time                                   | — | — | — | Erstveröffentlichung: 12. Dezember 1977  |
| 1978 | Chain Lightning                              | — | UK19 (9 Wo.)UK | US28 (21 Wo.)US | Erstveröffentlichung: 22. September 1978 |
| 1981 | Believers                                    | — | — | US156 (11 Wo.)US | Erstveröffentlichung: 29. Oktober 1981   |
| 1988 | Love Tracks                                  | — | — | — | Erstveröffentlichung: 1988               |
| 1991 | Headroom                                     | — | — | — | Erstveröffentlichung: 1991               |
| 1995 | The River of Love                            | — | — | — | Erstveröffentlichung: 1995               |
| 2001 | Sings Marty Robbins                          | — | — | — | Erstveröffentlichung: 2001               |
| 2003 | The Western Album                            | — | — | — | Erstveröffentlichung: 2003               |
| 2004 | You’ve Got to Share Songs for Children       | — | — | — | Erstveröffentlichung: 27. Juli 2004      |
| 2005 | Rearview Mirror: An American Musical Journey | — | — | — | Erstveröffentlichung: 2005               |
| 2009 | Addicted to Black                            | — | — | — | Erstveröffentlichung: Mai 2009           |
| 2018 | Botanical Gardens                            | — | — | — | Erstveröffentlichung: 23. März 2018      |
| 2020 | Still Playin’ Favorites                      | — | — | — | Erstveröffentlichung: 2020               |
| 2024 | American Boys                                | — | — | — | Erstveröffentlichung: 17. Mai 2024       |

### Livealben
- 1976: Solo
- 1982: Dominion
- 2011: Starry, Starry Night
- 2014: Don McLean: Live in Manchester

### Kompilationen
| Jahr | Titel                            | Höchstplatzierung, Gesamtwochen, AuszeichnungChartplatzierungen (Jahr, Titel, Platzierungen, Wochen, Auszeichnungen, Anmerkungen) | Höchstplatzierung, Gesamtwochen, AuszeichnungChartplatzierungen (Jahr, Titel, Platzierungen, Wochen, Auszeichnungen, Anmerkungen) | Höchstplatzierung, Gesamtwochen, AuszeichnungChartplatzierungen (Jahr, Titel, Platzierungen, Wochen, Auszeichnungen, Anmerkungen) | Anmerkungen                |
| Jahr | Titel                            | DE | UK | US | Anmerkungen                |
| ---- | -------------------------------- | --- | --- | --- | -------------------------- |
| 1980 | The Very Best of Don McLean      | — | UK4 Gold · (12 Wo.)UK | — | Erstveröffentlichung: 1980 |
| 2000 | American Pie – The Greatest Hits | — | UK30 Gold · (4 Wo.)UK | — | Erstveröffentlichung: 2000 |
| 2003 | Legendary Songs of Don McLean    | — | UK71 (1 Wo.)UK | — | Erstveröffentlichung: 2003 |

Weitere Kompilationen
- 1986: For the Memories
- 1989: For the Memories Vols I & II
- 1989: And I Love You So
- 1991: The Best of Don McLean
- 1992: Favorites and Rarities
- 1992: Classics (US: Gold)
- 2004: Christmastime!
- 2007: The Legendary Don McLean
- 2008: American Pie & Other Hits
- 2012: American Troubadour

### Weihnachtsalben
- 1991: Christmas
- 1997: Christmas Dreams

## Singles
| Jahr | Titel Album                              | Höchstplatzierung, Gesamtwochen, AuszeichnungChartplatzierungen (Jahr, Titel, Album, Platzierungen, Wochen, Auszeichnungen, Anmerkungen) | Höchstplatzierung, Gesamtwochen, AuszeichnungChartplatzierungen (Jahr, Titel, Album, Platzierungen, Wochen, Auszeichnungen, Anmerkungen) | Höchstplatzierung, Gesamtwochen, AuszeichnungChartplatzierungen (Jahr, Titel, Album, Platzierungen, Wochen, Auszeichnungen, Anmerkungen) | Anmerkungen                                                                               |
| Jahr | Titel Album                              | DE | UK | US | Anmerkungen                                                                               |
| ---- | ---------------------------------------- | --- | --- | --- | ----------------------------------------------------------------------------------------- |
| 1970 | Castles in the Air Tapestry              | — | UK47* (8 Wo.)UK | US36* (21 Wo.)US | Erstveröffentlichung: Dezember 1970 * erst 1981 nach Wiederveröffentlichung in den Charts |
| 1971 | American Pie                             | DE9 (28 Wo.)DE | UK2 ×2Doppelplatin · (19 Wo.)UK | US1 ×3Dreifachplatin · (19 Wo.)US | Erstveröffentlichung: 1. November 1971                                                    |
| 1972 | Vincent American Pie                     | DE21 (8 Wo.)DE | UK1 Gold · (15 Wo.)UK | US12 Platin · (12 Wo.)US | Erstveröffentlichung: Februar 1972                                                        |
| 1973 | If We Try Don McLean                     | — | — | US58 (7 Wo.)US | Erstveröffentlichung: März 1973                                                           |
| 1973 | Everyday Playin’ Favorites               | — | UK38 (5 Wo.)UK | — | Erstveröffentlichung: 23. März 1973                                                       |
| 1973 | Dreidel Don McLean                       | — | — | US21 (12 Wo.)US | Erstveröffentlichung: Oktober 1973                                                        |
| 1975 | Wonderful Baby Homeless Brother          | — | — | US93 (3 Wo.)US | Erstveröffentlichung: Juni 1975                                                           |
| 1979 | Crying Chain Lightning                   | — | UK1 Silber · (14 Wo.)UK | US5 (18 Wo.)US | Erstveröffentlichung: 15. Dezember 1979                                                   |
| 1980 | Since I Don’t Have You Chain Lightning   | — | — | US23 (14 Wo.)US | Erstveröffentlichung: 18. Juli 1988                                                       |
| 1981 | It’s Just the Sun Chain Lightning        | — | — | US83 (2 Wo.)US | Erstveröffentlichung: Januar 1981                                                         |
| 1991 | American Pie 1991 The Best of Don McLean | — | UK12 (10 Wo.)UK | — | Erstveröffentlichung: 1991                                                                |

Weitere Singles
- 1973: Mountains O’Mourne
- 1973: Fool’s Paradise
- 1974: Sitting on Top of the World
- 1987: He’s Got You
- 1987: You Can’t Blame the Train
- 1988: Love in my Heart
- 1988: Eventually

## Statistik

### Chartauswertung
|                     | DE    | UK    | US    |
| ------------------- | ----- | ----- | ----- |
| Nummer-eins-Alben   | DE—DE | UK—UK | US1US |
| Top-10-Alben        | DE—DE | UK2UK | US1US |
| Alben in den Charts | DE1DE | UK7UK | US6US |

|                       | DE     | UK    | US    |
| --------------------- | ------ | ----- | ----- |
| Nummer-eins-Singles   | DE—DE  | UK2UK | US1US |
| Top-10-Singles        | DE1DE  | UK3UK | US2US |
| Singles in den Charts | DE11DE | UK6UK | US9US |

### Auszeichnungen für Musikverkäufe
| Goldene Schallplatte - Australien - 1982: für das Album Believers - Dänemark - 2023: für die Single American Pie - Italien - 2024: für die Single American Pie - Kanada - 2000: für das Album Classics - 2022: für das Album American Pie - Niederlande - 1980: für das Album Chain Lightning - 1980: für die Single Crying - Spanien - 2025: für die Single American Pie | Platin-Schallplatte - Australien - 1982: für das Album The Very Best of Don McLean - Kanada - 2022: für die Single Vincent - Neuseeland - 1985: für das Album The Very Best of Don McLean 4× Platin-Schallplatte - Neuseeland - 2023: für die Single American Pie 5× Platin-Schallplatte - Kanada - 2022: für die Single American Pie |

Anmerkung: Auszeichnungen in Ländern aus den Charttabellen bzw. Chartboxen sind in ebendiesen zu finden.
| Land/RegionAuszeichnungen für Musikverkäufe (Land/Region, Auszeichnungen, Verkäufe, Quellen) | Silber  | Gold       | Platin       | Verkäufe  | Quellen             |
| -------------------------------------------------------------------------------------------- | ------- | ---------- | ------------ | --------- | ------------------- |
| Australien (ARIA)                                                                            | —       | Gold1      | Platin1      | 70.000    | Einzelnachweise     |
| Dänemark (IFPI)                                                                              | —       | Gold1      | —            | 45.000    | ifpi.dk             |
| Italien (FIMI)                                                                               | —       | Gold1      | —            | 50.000    | fimi.it             |
| Kanada (MC)                                                                                  | —       | 2× Gold2   | 6× Platin6   | 580.000   | musiccanada.com     |
| Neuseeland (RMNZ)                                                                            | —       | —          | 5× Platin5   | 140.000   | radioscope.co.nz    |
| Niederlande (NVPI)                                                                           | —       | 2× Gold2   | —            | 150.000   | nvpi.nl             |
| Spanien (Promusicae)                                                                         | —       | Gold1      | —            | 30.000    | elportaldemusica.es |
| Vereinigte Staaten (RIAA)                                                                    | —       | —          | 6× Platin6   | 6.000.000 | riaa.com            |
| Vereinigtes Königreich (BPI)                                                                 | Silber1 | 6× Gold6   | 2× Platin2   | 2.400.000 | bpi.co.uk           |
| Insgesamt                                                                                    | Silber1 | 14× Gold14 | 20× Platin20 |           |                     |